# Diodia incana
Diodia incana là một loài thực vật có hoa trong họ Thiến thảo. Loài này được Aresch. mô tả khoa học đầu tiên năm 1910.